# مفقودشدگان
مفقودشدگان (لهستانی: Nieobecni) یک مجموعهٔ تلویزیونی جنایی درام لهستانی است که در سال ۲۰۲۰ منتشر شد.

## گزیدهٔ بازیگران

### اصلی
- یوستینا واشیلفسکا
- پیوتر گوئوواتسکی
- دانوتا استنکا
- الیزا ریتسمبل
- کارولینا گروشکا
- سزاری ووکاشویچ
- ماگدالنا چروینسکا
- ماچئی میکووایچیک
- مارچین چارنیک
- آنا دیمنا
- ایزابلا کونا
- زبیگنیف استرئی
- گژگوش دامینتسکی
- ووکاش گارلیتسکی
- توماش وئوسوک
- الکساندرا یوستا

### فرعی
- توماش ددک
- ویتولد ویلینسکی
- کاتاژینا اسکارژانکا
- پاوئو توخولسکی
- کارولینا نواکوفسکا
- بوژنا استاخورا